# مسجد السلط الكبير
مسجد السلط الكبير هو أحد أكبر مساجد محافظة البلقاء وسط الأردن. يقع في المركز القديم لمدينة السلط، الذي أُدرِج على قائمة التراث العالمي التابعة لليونسكو في عام 2021. بُنِي وهُدِم عدّة مرّات ابتداءً من العهد المملوكي وانتهاءً بعام 2015.

## التاريخ
زار السلط خلال القرن التاسع عشر العديد من الرحّالة والمستشرقين ضمن جولاتهم الاستكشافيّة لفلسطين وسوريا. وقد ورد أول ذكر لمسجد في المدينة عند الرحّالة الألماني أولريخ ياسبر زيتسن، والذي كان أول رحّالة يزورها عام 1806.

### العهد المملوكي
يُرجِّح الكثير من الكتّاب والرحّالة الغربيين أن مسجد السلط بُنِي أول مرة خلال الفترة المملوكيّة، وقد أُلحقت به مدرسة أيضًا، هي المدرسة السيفيّة، التي أنشأها الأمير المملوكي سيف الدين تنكز في عام 1333. وهذا ما أشار إليه الكاتب البريطاني جيمس سلك بكنغهام، الذي زار السلط عام 1812.
من جهة أخرى، أشارت الكثير من الدلائل بعد عام 1965 إلى وجود المدرسة التابعة للمسجد على أنها أول مدرسة أُنشئت في السلط خلال حركة النهضة والعمران التي شهدتها المدينة في العهد المملوكي، من ترميم وإقامة أسوار قلعة السلط وبناء الجامع الكبير فيها وافتتاح المتاجر والحوانيت والمدارس.

### العهد العثماني
أُعيد بناء مسجد السلط المملوكي في أواخر الحكم العثماني لبلاد الشام، في الفترة الممتدة بين عاميّ 1816 و 1891، وفقًا لملاحظات الرحّالة آنذاك، حيث كان امتدادًا له وأُقيم على أنقاضه ومدرسته السيفيّة. وهذا ما أكدّه كل من الكاتب البريطاني جيمس سلك بكنغهام والرحّالة الألماني غوتليب شوماخر، الذي زار السلط عام 1891.
كانت جدران المسجد العثماني مبنيّة من الحجارة والطين والكلس، وتميّزت بالسماكة التي تقوم عليها العقود المتقاطعة.

### عهد الإمارة
جُدِّد المسجد في زمن الإمارة في شرق الأردن، حيث أُضيفت له مبانٍ تجاريّة مُلحقة تعلوها مباني شغلتها المحكمة الشرعيّة. وشكلّت تلك الدكاكين ما عُرف بسوق مسجد السلط الكبير.

## التصميم الحالي
بُنِي المسجد الحديث أول مرة عام 1974، حيث أن المسجد القديم هُدِم عام 1965 بسبب وجود عيوب إنشائيّة في الجدران والأسقف آنذاك، استنادًا إلى صدور أمر دفاع حكومي بالهدم رقم 17 في الجريدة الرسميّة، كما استُعيض عن عين ماء كانت موجودة بمرافق مياه جديدة، وأصبحت تعلو المسجد قبة خضراء استُبدلت لاحقًا، كما شُيدت مئذنة جديدة استُبدلت لاحقًا أيضًا بالمئذنة الحاليّة، وتقع في الزاوية الجنوبيّة الشرقيّة من البناء. لقد بُوشر بترميم المسجد مع الساحة المقابلة له، وتُدعى ساحة العين، وإعادة تشييده بشكله الحالي عام 2007 من الحجر الجيري الأصفر، حيث تم الافتتاح عام 2015.

## صور

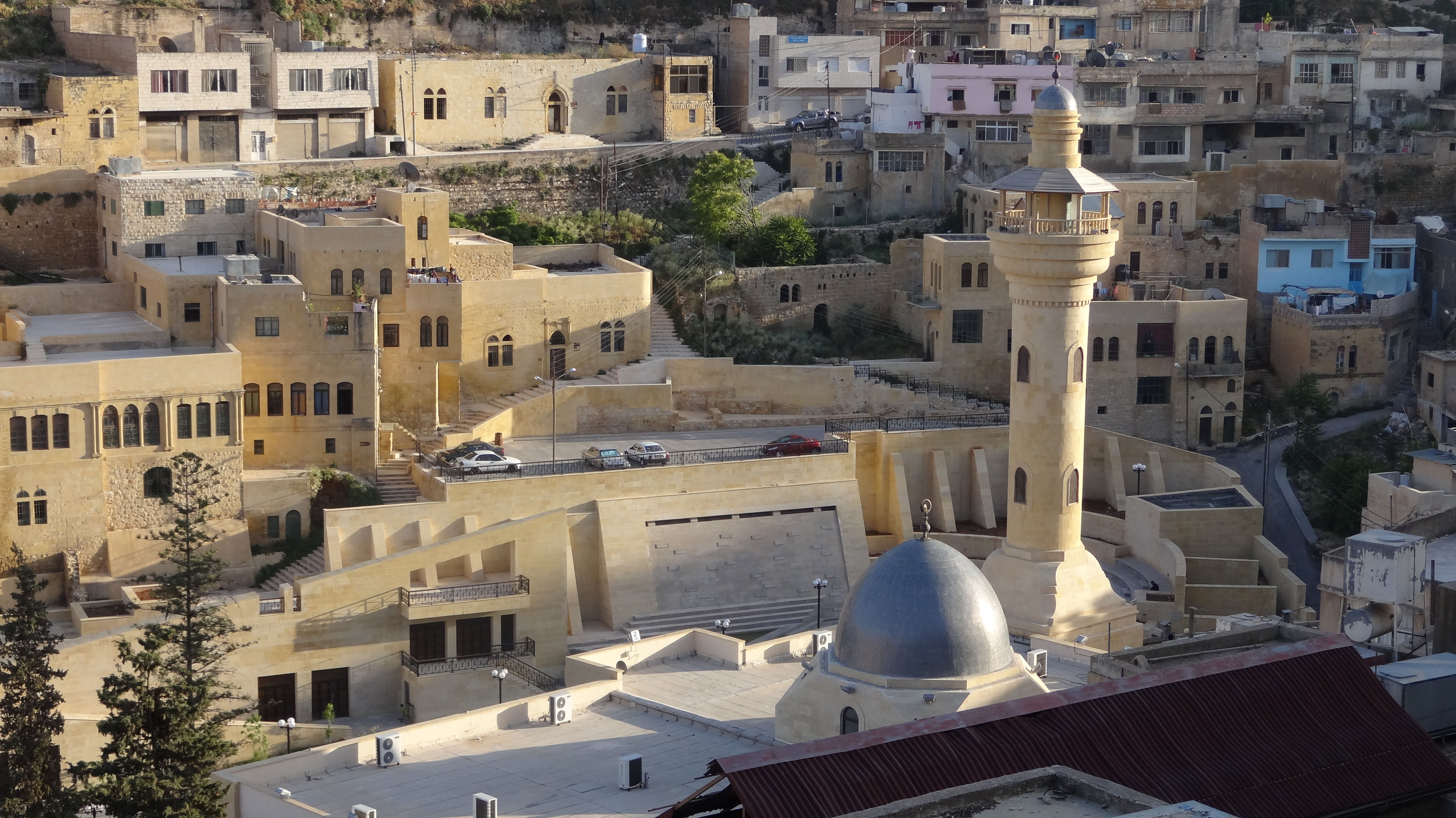
المسجد من الشمال
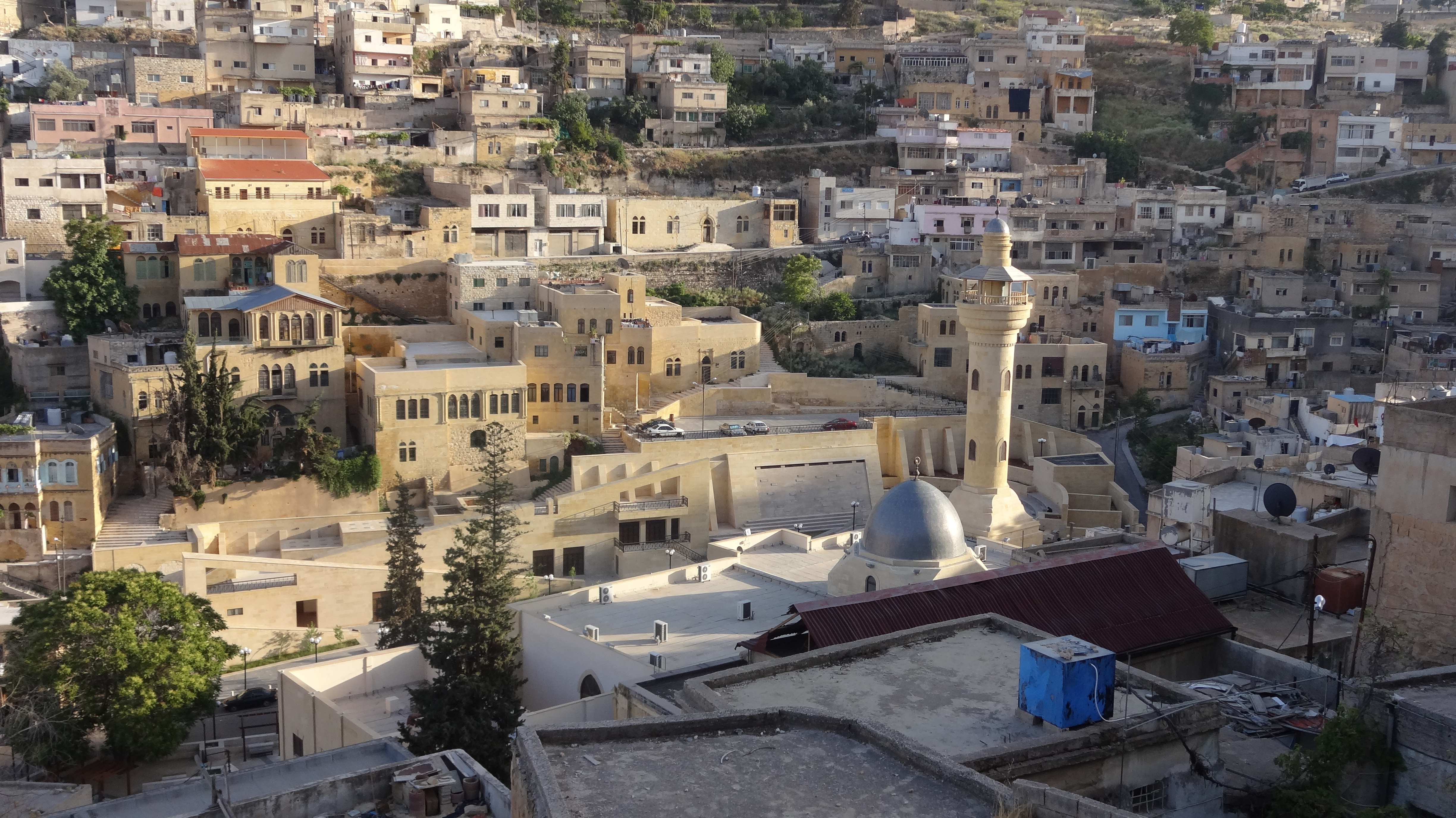
المسجد وساحة العين
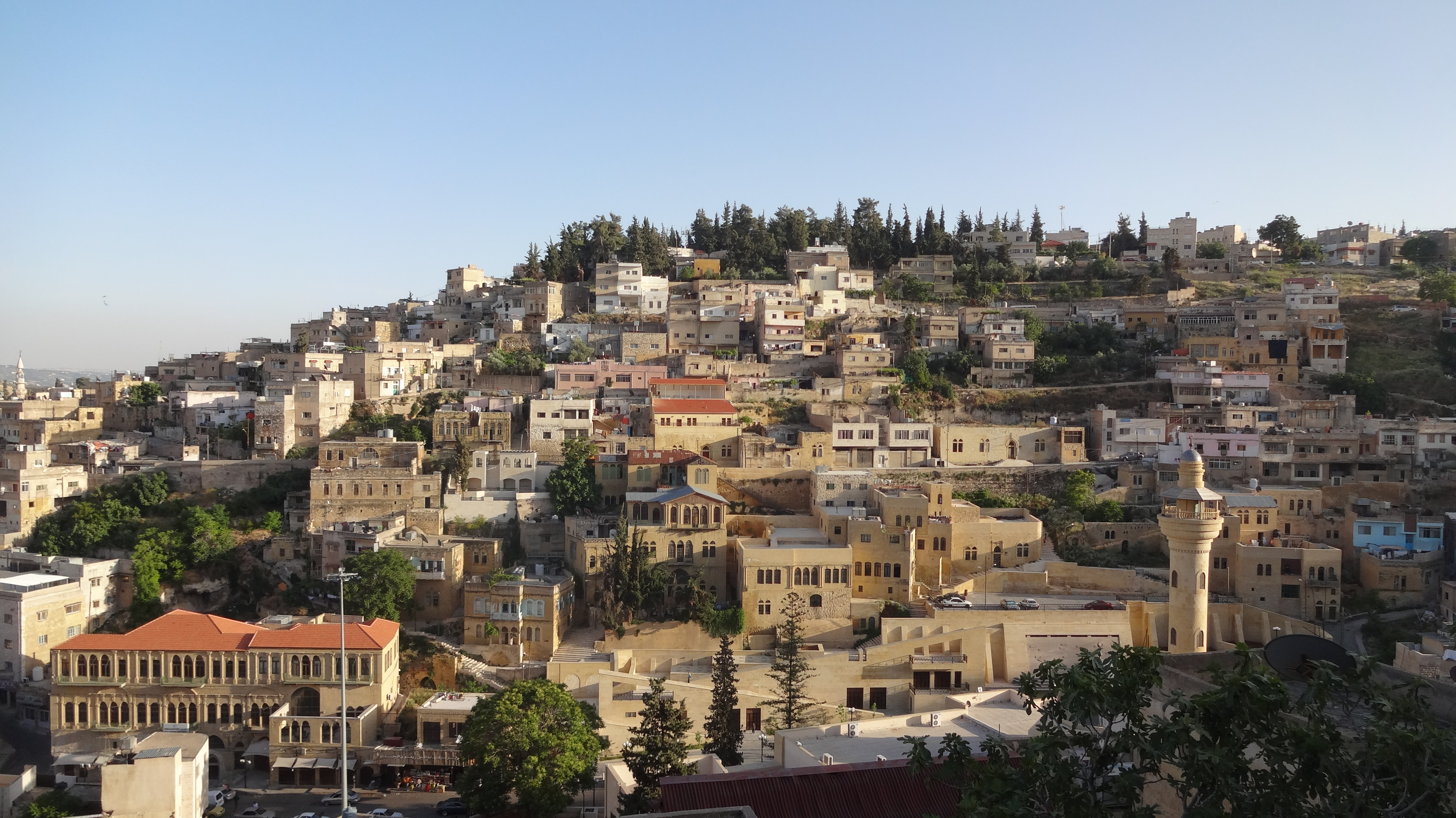
المسجد ضمن المركز التاريخي بالسلط

## وصلات خارجية
- مسجد السلط الكبير، التلفزيون الأردني
- صورة جوية للمسجد، ويكيمابيا